# Hébé (frégate, 1757)
Pour les autres navires du même nom, voir Hébé (navire).
L‘Hébé est une frégate 34 canons de la Marine royale française. Lancée du Havre en 1757 pendant la guerre de Sept Ans, elle fait partie de la flotte de l’amiral de Conflans qui sort de Brest en prélude à la bataille des Cardinaux.

## Description
L‘Hébé est une frégate portant 34 canons.
Elle porte 2 canons de 12 livres et 24 de 8 livres sur son pont supérieur. Elle emporte, de plus, 8 canons de 4 livres sur ses gaillards.

## Carrière
L‘Hébé s’élance de Brest le 14 novembre 1759 avec la flotte de l’amiral de Conflans. Elle est commandée par le lieutenant commandant Lagadec Mesedern de Kerloury.
Le 18 novembre, la frégate entre en collision avec le Robuste. Endommagée, elle reçoit quelques réparations de fortune. Ayant hissé le signal d’incommodité de manœuvre, elle met le cap sur Rochefort.
Elle rencontre le sloop britannique Fortune, commandé par le capitaine Stuart, avant d’arriver à hauteur de la baie de Quiberon. 

« […] Le 16, j'avais dépêché la Fortune vers Quiberon pour avertir le capitaine Duff de bien se tenir sur ses gardes. Sur sa route, elle rencontra l‘Hébé, une frégate française de quarante canons, avec des mâts de fortune, et se battit contre elle pendant quelques heures. Le lieutenant Stuart, second du Ramillies, à qui j’avais confié le commandement de ce sloop, trouva malheureusement la mort. Les officiers survivants, après s’être consultés, prirent le parti de s’éloigner, comme trop inférieurs en forces […]. »

— Rapport de l’amiral Hawke à l’amirauté britannique, 24 novembre 1759.
De retour de sa mission, la frégate arrive en métropole le 9 mai 1761.